# Maria Abbracchio
Maria Pia Abbracchio es una farmacóloga italiana que investiga el efecto bioquímico de los medicamentos a nivel celular. Ha realizado investigaciones en todo el mundo y se encuentra entre los científicos Thomson de Reuter nombrados como los científicos más citados desde 2006. Es conocida por su trabajo con receptores purinérgicos y la identificación del GPR17.  En 2014 fue galardonada con la Orden al Mérito de la República Italiana por sus logros científicos individuales. 

## Biografía
Maria Pia Abbracchio nació en Milán y completó su educación inicial allí. En 1979, obtuvo una maestría en Farmacia y luego estudió como posgraduada de 1980 a 1981 en el Centro de Ciencias de la Salud de la Universidad de Texas en Houston. En 1984, completó una especialización en toxicología de la Universidad de Milán, un doctorado en Medicina Experimental en Roma en 1988, y estudios posdoctorales como Investigadora Honoraria en el University College de Londres desde 1992 hasta 1993.

## Carrera
En 1994, trabajó con el profesor Geoffrey Burnstock, el científico que nombró los receptores purinérgicos, y posteriormente ella fundó el Club Purine, una asociación científica sin fines de lucro para investigadores internacionales que estudian la fisiopatología de la transmisión purinérgica. Desde 2003, ha trabajado con un grupo interdisciplinario de científicos para mejorar la investigación científica en instituciones tanto dentro de Italia como en el extranjero.  En 2006, presentó los resultados en un simposio en Atlanta para la Society for Neuroscience que ilustra el enfoque del uso de compuestos bioquímicos a nivel celular para inhibir el daño cerebral después de un accidente cerebrovascular. Su trabajo ha demostrado que los receptores acoplados a proteína G (GPCR, por sus siglas en inglés) desempeñan un papel en el control del comportamiento celular.  Al combinar los esfuerzos de investigación de varias disciplinas científicas, los científicos están estudiando enfermedades neurodegenerativas como el Parkinson, Alzheimer, esclerosis múltiple e incluso ataques cardíacos y accidentes cerebrovasculares para ver cómo interactúan los distintos fármacos con los GPCR. Un receptor identificado inicialmente en su investigación por Abbracchio, llamado GPR17, ha demostrado que reacciona con ciertos medicamentos para reducir las inflamaciones del cerebro y mejorar la memoria y las habilidades de aprendizaje.
Es profesora titular de farmacología en la Universidad de Milán y dirige un equipo de 12 investigadores científicos en el Observatorio de Investigación de la universidad. Es autora o coautora de unos 150 artículos científicos y, desde 2006, figura en la lista Thomson de Reuter de los investigadores más citados.  En 2014, el presidente de Italia, Giorgio Napolitano, le otorgó el nivel de Comandante de la Orden al Mérito de la República Italiana.